# Lettres de reconnaissance mutuelle de l'Organisation de libération de la Palestine et d'Israël
Les lettres de reconnaissance mutuelle de l'Organisation de libération de la Palestine et d'Israël sont trois lettres écrites par Yasser Arafat et Yitzhak Rabin, en date du 9 septembre 1993, échangées à la veille de la signature des accords d'Oslo.

## Principes
Le 9 septembre 1993, la direction de l'OLP, sous Yasser Arafat, accepte le droit d'Israël à une existence en paix et sécurité ; en contrepartie, le gouvernement israélien, sous Yitzhak Rabin, reconnaît l'OLP comme représentante légitime du peuple palestinien. 
Cette reconnaissance mutuelle est suivie le 13 septembre 1993 par la déclaration de principes israélo-palestinienne.

## Contexte
Parallèlement aux discussions multilatérales officielles, prévues par la Conférence de Madrid de 1991, se mettent en place des rencontres secrètes bilatérales par l'entremise de la Norvège, entre Pundak et Hirschfeld d'un côté, Ahmed Qoreï de l'autre.
En 1992, l'OLP de Yasser Arafat est alors en crise : après son  expulsion du Liban en 1982, l'organisation palestinienne proclame l'indépendance de l'État de Palestine en 1988 tout en se lançant dans une initiative de reconnaissance unilatérale de l'existence de l'État d'Israël. Constatant l’érosion de l’influence de son organisation dans les Territoires occupés, soumis à un embargo financier de la part des pétromonarchies du Golfe, le chef de l’OLP Yasser Arafat adopte le « plan Léopard » avec lequel il accepte des concessions de taille à Israël, notamment l'éclatement du territoire palestinien qui deviendrait ainsi une sorte de « peau de léopard », d'où le nom du plan. 
L'établissement d'un canal secret entre Israéliens et Palestiniens prend corps. En janvier 1992, Ahmed Qoreï, chef du département économique de l'OLP, avance l'idée de rencontres informelles lors d'une visite à Oslo. Il sollicite le diplomate norvégien Terje Roed-Larsen pour coordonner ces rencontres. Le processus s'accélère quand le gouvernement Shamir issu du Likoud perd les élections législatives israéliennes et qu'Yitzhak Rabin, du Parti travailliste, devient Premier ministre : le canal se met en place entre le vice-ministre israélien des Affaires étrangères Yossi Beilin et ses proches, deux professeurs d'université Ron Pundak, Yair Hirschfeld (en), avec quelques intimes de Yasser Arafat, adeptes d'une politique pragmatique : Mahmoud Abbas, Ahmed Qoreï, Yasser Abed Rabbo. 

## Conséquences
Ce processus de paix met notamment fin à la première intifada débutée le 9 décembre 1987.
Les discussions secrètes aboutissent à l'accord sur les régions de Jéricho et de Gaza. Les États-Unis rattrapent le mouvement en organisant la signature du traité.
Ainsi, le processus d'Oslo se concrétise le 4 mai 1994, avec l'accord de Jéricho-Gaza qui investit la nouvelle Autorité nationale palestinienne de pouvoirs limités.
L'accord intérimaire sur la Cisjordanie et la bande de Gaza ou « Accord de Taba », qui est signé à Washington le 28 septembre 1995, prévoit en outre les premières élections du Conseil législatif palestinien et un découpage négocié des territoires palestiniens en trois zones où les contrôles israélien et palestinien s'appliquent de façon différente, dans l'attente de l'aboutissement des négociations toujours en cours.